# 水嶋凜
水嶋 凜（みずしま りん、1999年〈平成11年〉11月18日 - ）は、日本のタレント、歌手。本名は非公表。東京都出身。東宝芸能所属。
身長162cm。斉藤由貴は母で、芹澤優は従姉。

## 来歴
2018年5月16日の『1周回って知らない話』（日本テレビ系）に母の斉藤由貴がゲスト出演し、デビュー前の水嶋がインタビューを受けて録画出演した。顔面はモザイク処理されたが「若かりし頃の斉藤由貴」にそっくりと紹介された。水嶋自身も高校の友達に「スケバン刑事の女優さんに似てるよね」と言われたことがあると語り「あんまり嬉しくない」と笑いながら率直な気持ちを明かした。2年前の2016年12月24日 - 25日放送『第42回ラジオ・チャリティ・ミュージックソン』（ニッポン放送）では、メインパーソナリティを務めた母を労う手紙を綴り、エンディングで紹介されている。
2020年12月に東宝芸能に所属し、ワークショップなどレッスンを経て、大学在学中の2021年1月22日にテレビ東京系テレビドラマ『直ちゃんは小学三年生』第3話で、塩山光をゲストで演ずる。
2021年4月に、同年秋に上演されるミュージカル「シンデレラストーリー」の主演（ダブルキャスト）に抜擢される。同ミュージカルは2003年に初演された「フコク生命ミュージカル『シンデレラストーリー』」の再々演となる（同舞台に使用される楽曲の作詞を斉藤由貴が担当）。斉藤由貴の初代マネジャーであり舞台制作を手掛ける市村朝一と初演から音楽監督を務める武部聡志がオーディションを行い選考した。
2022年8月25日、公式YouTubeチャンネル開設。9月6日、母・斉藤由貴の3枚目のアルバム『チャイム』1曲目に収録されている「予感」をカバーし、ポニーキャニオンよりデジタルシングル（音楽配信）で歌手デビュー。音楽プロデュースは武部聡志。MVでは、大学でメディア芸術学科で学んでいたこともあり、制作にも積極的に関わったという。

## 人物
- 水嶋凜は芸名で、水嶋は大好きな祖母の旧姓、凜はアニメ映画『千と千尋の神隠し』のキャラクターリンから拝借した。母は『はね駒』でりん役を演じたが、水嶋は取材記者に告げられるまで知らなかった[9]。
- 趣味は映画鑑賞、和⾵建築を⾒ること[1]。
- 大学ではメディア芸術学科で学び、実写映画などを撮って製作していた。この頃は自身が出演することに興味を持たず、制作側に専念していた[9]。20歳の2019年に母が出演した映画『記憶にございません!』の完成披露試写会で、舞台挨拶する俳優らの存在感と気迫に感銘を受け、俳優を志す[9]。この1 - 2か月後に母に女優を目指したいと相談したが、特に反対はされなかった[9]。

## エピソード
- 母・斉藤由貴のエッセイ集「赤ちゃんあいしてる - 斉藤由貴の妊娠・出産はじめて日記」（2000年2月、小学館）は、水嶋を妊娠・出産した時の出来事を綴ったもの。本の表紙は、生後3日目にとった水嶋の手形をもとに斉藤自らが手芸用のフェルトで作ったものを使用。

## 出演

### テレビドラマ
- ドラマ25「直ちゃんは小学三年生」 第3話（2021年1月22日、テレビ東京） - 塩山光 役[10][14]
- 連続テレビ小説「ちむどんどん」 第18回 - 第20回（2022年5月4日 - 6日、NHK） - 南山原高校料理部・部員のひとり（役名なし）[15][9][16]
- 泥濘の食卓（2023年10月21日 - 12月16日、テレビ朝日） - 中村 役[17]
- 大奥 第14回（2023年10月24日、NHK総合） - お志賀の侍女 役[18]
- 笑うマトリョーシカ 第9話（2024年8月23日、TBS） - 清家浩子（若い頃） 役
- 相棒 season23 第9話（2025年1月1日、テレビ朝日） - 山本ひかり 役
- 家政夫のミタゾノ 第7シーズン 第8話（2025年3月4日、テレビ朝日） - 佐藤明菜 役[19]
- 大追跡〜警視庁SSBC強行犯係〜（2025年7月9日 - 、テレビ朝日） - 清水琴音 役[20]

### 舞台
- ミュージカル「シンデレラストーリー」（2022年） - 主演・シンデレラ 役（加藤梨里香とダブルキャスト）[9][15]
- ミュージカル「ザ・ミュージック・マン」（2023年） - ザニータ・シン 役[21]
- 舞台「エウリディケ」（2024年） - 主演・エウリディケ 役[22]
- リーディング音楽劇「ジャングル大帝」ルネ&ルッキオ編（2025年）[23]

### WEB
- シンストを10倍楽しむ方法（2022年6月25日、ZAIKO）

### ラジオ
- 水嶋凜 予感のラジオ（2022年8月29日〈28日深夜〉、ニッポン放送）[24]

## ディスコグラフィ

### デジタル・シングル
1. 予感（2022年9月6日）
作詞：斉藤由貴／作曲：亀井登志夫／編曲・サウンドプロデュース：武部聡志
斉藤由貴の3枚目のアルバム『チャイム』に収録されている楽曲のカバー。
2. サクラノカケラ（2023年2月8日）
作詞：奥村健一／作曲：佐久間誠／編曲：武部聡志
自身初のオリジナル曲で、NHK『みんなのうた』2023年2月・3月期放送楽曲。
3. 涙、かくれん坊（2023年9月29日）
作詞：一青窈／作曲・編曲・プロデュース：武部聡志